# 高允熙
高允熙（韓語：고윤희，1974年07月6日—），韓國電視劇編劇。

## 作品

### 電視劇
- 2011年：SBS《偉大禮物》
- 2014年：TV朝鮮《最佳婚姻》

### 電影
- 2005年：《求愛守則》
- 2007年：《間接戀人》

## 外部連結
- NAVER搜索 （页面存档备份，存于）